# غدب ظلي
خنازرية المنافع أو غدب ظلي أو حشيشة الخنازیر (باللاتينية: Scrophularia umbrosa) هو نوع نباتي يتبع جنس الغدب من الفصيلة الغدبية.	